# ماريما
ماريما بلدية برازيلية في ولاية سانتا كاتارينا.